# Bastian Kersaudy
Pour les articles homonymes, voir Kersaudy.
Bastian Kersaudy, né le 9 juin 1994 à Rennes, est un joueur de badminton français.

## Carrière
Aux Championnats d'Europe junior de badminton, il remporte l'argent en équipe mixte en 2013. Il est médaillé d'argent aux Championnats d'Europe de badminton par équipes 2016.
En 2018, il est médaillé de bronze aux Championnats d'Europe de badminton par équipes et médaillé d'or en double hommes aux Jeux méditerranéens à Tarragone avec Thom Gicquel.
En 2023, il se reconvertit dans le volley-ball 4x4 auprès du Volley-ball Grégorien (VBG)[réf. nécessaire].

## Palmarès

### Jeux méditerranéens
Double hommes
| Année | Lieu                                   | Partenaire   | Adversaires              | Score       | Résultat |
| ----- | -------------------------------------- | ------------ | ------------------------ | ----------- | -------- |
| 2018  | El Morell Pavilion, Tarragona, Espagne | Thom Gicquel | Serdar Koca Serhat Salim | 21–9, 21–19 | Or       |

### BWF International Challenge/Series
Double hommes
| Année | Tournoi                | Partenaire           | Adversaires                              | Score                  | Résultat  |
| ----- | ---------------------- | -------------------- | ---------------------------------------- | ---------------------- | --------- |
| 2014  | Romanian International | Gaëtan Mittelheisser | Zvonimir Đurkinjak Zvonimir Hölbling     | 12–21, 13–21           | Finaliste |
| 2014  | Orleans International  | Gaëtan Mittelheisser | Adam Cwalina Przemysław Wacha            | 21–13, 17–21, 18–21    | Finaliste |
| 2014  | Brazil International   | Gaëtan Mittelheisser | Laurent Constantin Matthieu Lo Ying Ping | 11–9, 9–11, 11–7, 11–5 | Vainqueur |
| 2016  | White Nights           | Julien Maio          | Jones Ralfy Jansen Josche Zurwonne       | 15–21, 14–21           | Finaliste |
| 2017  | Estonian International | Julien Maio          | Henri Aarnio Iikka Heino                 | 21–13, 21–14           | Vainqueur |
| 2019  | Swedish Open           | Julien Maio          | Mathias Bay-Smidt Lasse Mølhede          | 12–21, 15–21           | Finaliste |

Double mixte
| Year | Tournament             | Partner              | Opponent                         | Score               | Result    |
| ---- | ---------------------- | -------------------- | -------------------------------- | ------------------- | --------- |
| 2013 | Estonian International | Anne Tran            | Anton Kaisti Jenny Nyström       | 18–21, 10–21        | Finaliste |
| 2014 | Romanian International | Teshana Vignes Waran | Martin Campbell Jillie Cooper    | 14–21, 15–21        | Finaliste |
| 2015 | Slovenia International | Léa Palermo          | Marin Baumann Lorraine Baumann   | 21–17, 18–21, 21–16 | Vainqueur |
| 2016 | Estonian International | Léa Palermo          | Alexandr Zinchenko Olga Morozova | 18–21, 18–21        | Finaliste |
| 2017 | Czech Open             | Léa Palermo          | Mathias Bay-Smidt Alexandra Boje | 21–12, 8–21, 18–21  | Finaliste |

 BWF International Challenge
 BWF International Series
 BWF Future Series